# Trivigliano
Trivigliano – miejscowość i gmina we Włoszech, w regionie Lacjum, w prowincji Frosinone.
Według danych na rok 2004 gminę zamieszkiwało 1430 osób, 119,2 os./km².